# Heike Friedrich
Heike Friedrich (Chemnitz, 18 de abril de 1970) é uma nadadora alemã, ganhadora de três medalhas em Jogos Olímpicos.
Com 15 anos de idade, Friedrich ganhou cinco medalhas de ouro no Campeonato Europeu de 1985 e ganhou mais quatro no Mundial do ano seguinte. Ela nunca tinha perdido em um grande campeonato internacional, até que foi derrotada por Janet Evans nos 400 m nos Jogos Olímpicos de Seul 1988, levando a medalha de prata. Friedrich já havia conquistado a medalha de ouro nos 200 metros livres no dia anterior.
Foi recordista mundial dos 200 metros livres entre 1986 e 1994.